# کیانتونگ، ژیجیانگ
کیانتونگ، ژیجیانگ (به لاتین: Qiantong) یک شهرک در جمهوری خلق چین است که در Ninghai County واقع شده‌است. کیانتونگ ۶۸٫۷۷ کیلومتر مربع مساحت و ۲۴٬۳۰۰ نفر جمعیت دارد و ۳۷ متر بالاتر از سطح دریا واقع شده‌است.